# Ancylometes bogotensis
Ancylometes bogotensis är en spindelart som först beskrevs av Eugen von Keyserling 1877.  Ancylometes bogotensis ingår i släktet Ancylometes och familjen Ctenidae. Inga underarter finns listade i Catalogue of Life.

## Föda
Arten har observerats predera på fisk.

## Bildgalleri

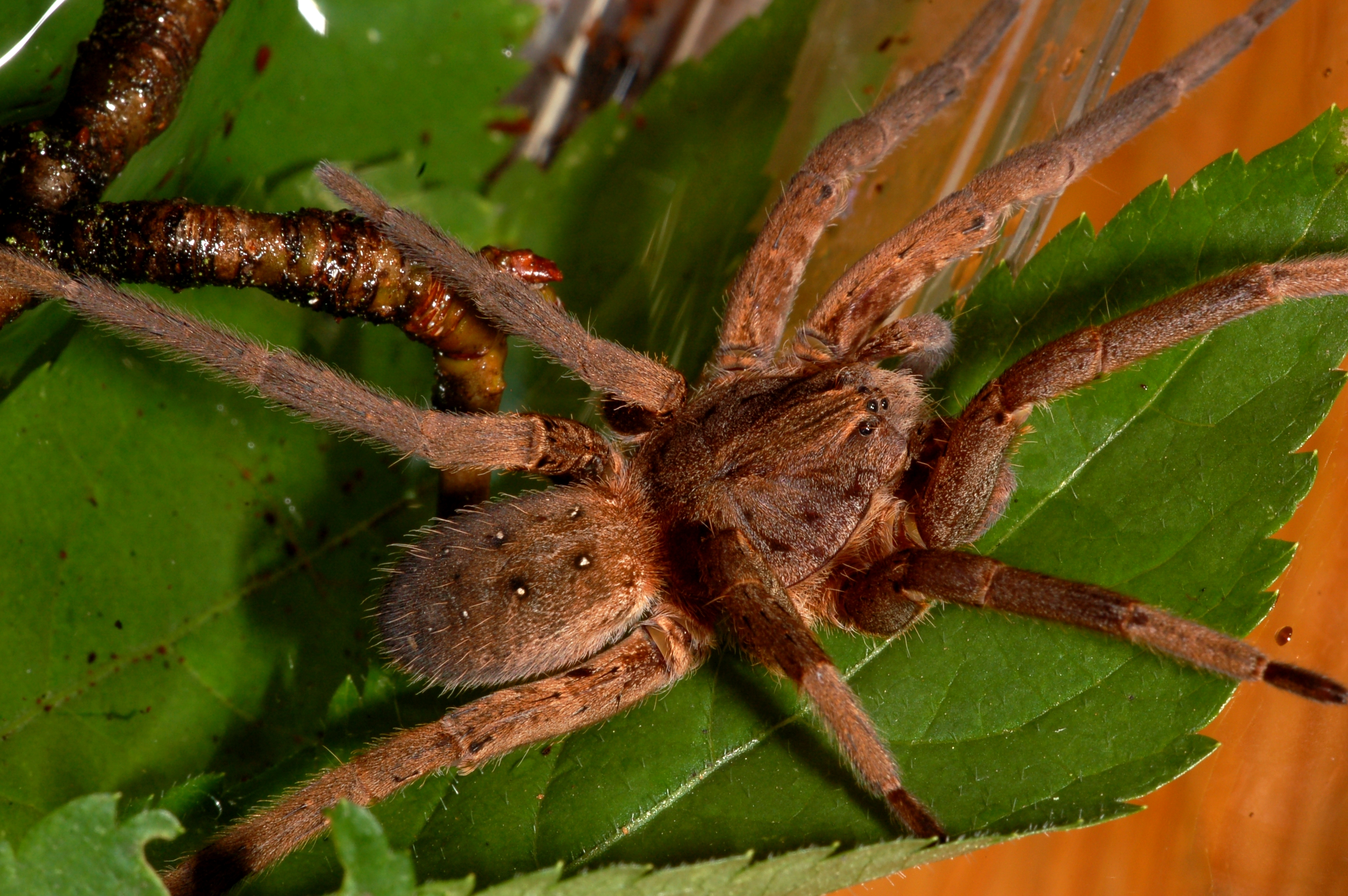
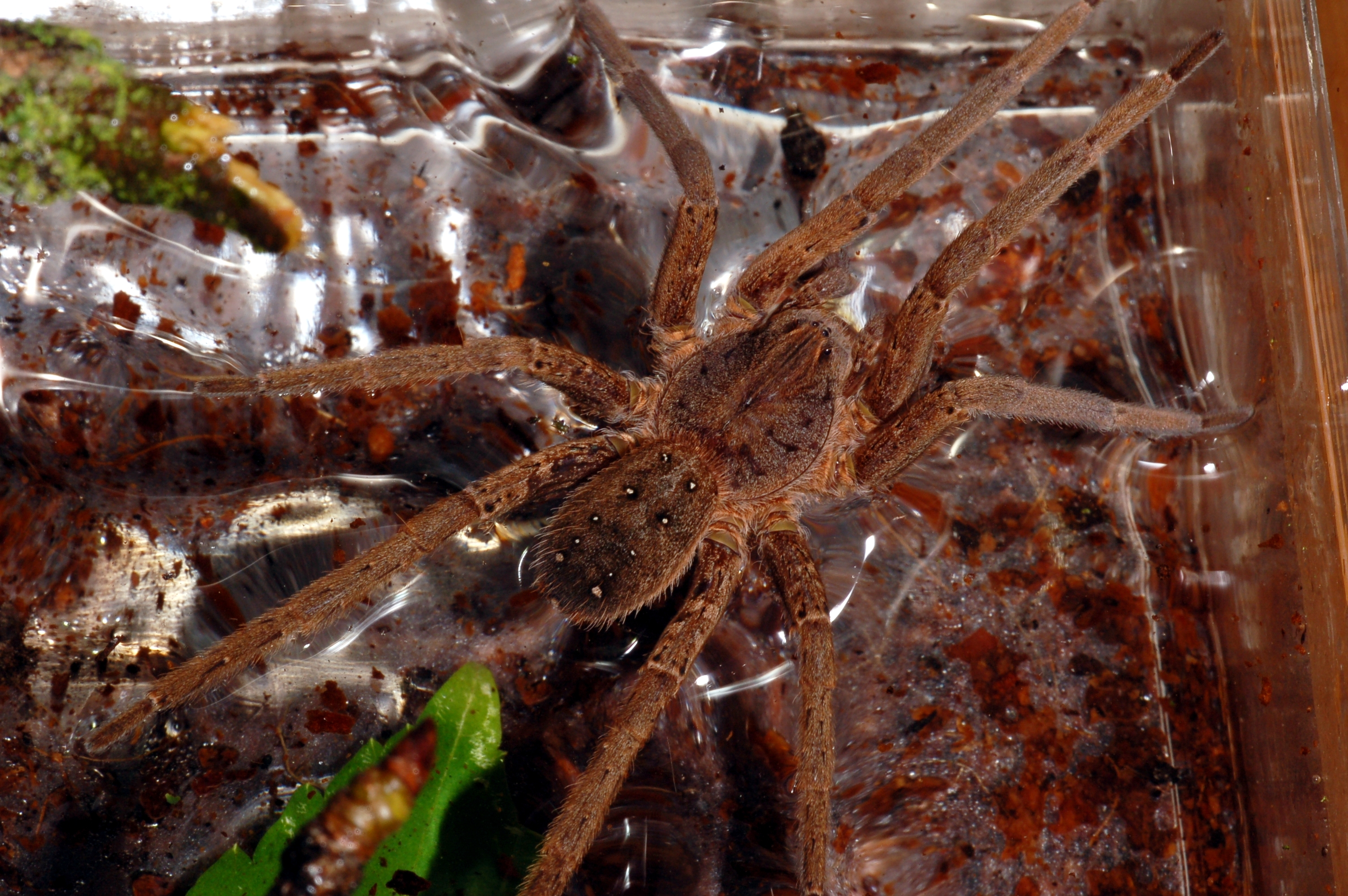